# Jesper Klein
Jesper Klein (Næstved, 13 novembre 1944 – Frederiksberg, 22 agosto 2011) è stato un attore e doppiatore danese.

## Biografia
Dal 1970 al 2006 è stato sposato con l'attrice Lykke Nielsen, con la quale ha avuto un figlio:Sebastian.  Lykke è deceduta nel 2006. Jesper Klein è deceduto il 22 Agosto 2011 a 66 anni dopo una breve lotta contro il cancro.

## Filmografia
- Det kære legetøj - regia di Gabriel Axel (1968)
- Balladen om Carl-Henning - regia di Sven Grønlykke e Lene Grønlykke (1969)
- Præriens skrappe drenge - regia di Carl Ottosen (1970)
- Bennys badekar - regia di Jannik Hastrup e Jannik Hastrup (1971)
- Guld til præriens skrappe drenge - regia di Finn Karlsson (1971)
- Skønheden og udyret - regia di Nils Malmros (1983)
- Den store badedag - regia di Stellan Olsson (1991)

## Doppiaggio
- Jungle Jack in La grande avventura di Jungle Jack (1993)
- Curculionidae in Cykelmyggen og dansemyggen (2007)

## Riconoscimenti
- Premio Bodil 1969 come miglior attore protagonista in Balladen om Carl-Henning
- Premi Robert 1984 come miglior attore protagonista in Skønheden og udyret